# Tania bandera

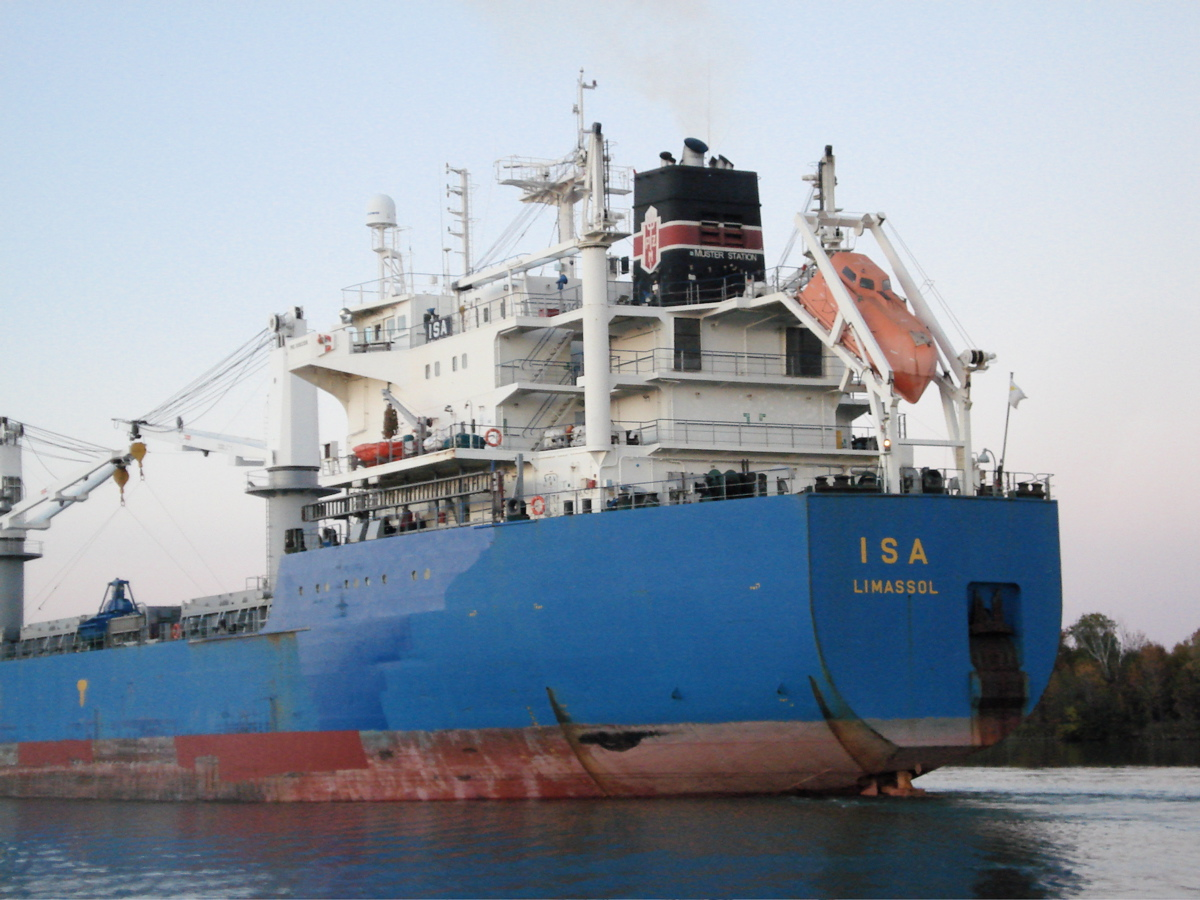
MS Isa statek należący do Polskiej Żeglugi Morskiej, pływający pod banderą cypryjską

Tania bandera, wygodna bandera (ang. flag of convenience, FOC) – zjawisko rejestrowania statków pod banderą niezwiązaną z armatorem. Przyczyną tego procederu są różnice wynikające z prawa podatkowego, rejestrowego, rzadziej innego. Drugą przyczyną pływania pod innymi flagami jest ochrona statków w przypadku konfliktów zbrojnych lub ekonomicznych. Zjawisko to rozpoczęło się w XVI wieku, nasiliło się w latach 20. XX wieku natomiast największy rozwój tanich bander to druga połowa XX wieku.

## Definicja
Międzynarodowa Komisja Prawa działająca przy ONZ określa tanią banderę jako:

Termin wygodnej bandery odnosi się do bander tych krajów, które przyznają swoją przynależność państwową statkom, z którymi państwa te nie posiadają żadnych naturalnych związków, natomiast jedyną zależnością między nimi jest zwykła formalność wydania świadectwa rejestracyjnego.

## Nazwa
Zjawisko tanich bander jest niejednoznaczne, ze względu na różne motywacje odejścia od bander narodowych. Początkowo zjawisko to było nazywane banderą neutralną, gdyż pozwalało chronić statki podczas wojen. W latach 20. XX wieku zjawisko to było szczególnie w Stanach Zjednoczonych nazywane banderą wygodną. Oprócz tego stosowane były nazwy: Panlibhon flag (od nazw państw Panama, Liberia, Honduras), bandera konieczności Flag of necessity, bandera przeżycia flag of survival bandera ucieczki runaway flag, bandera schronienia flag of refuge, bandery bezpodatkowe tax-free flag. Źródła pochodzące z krajów tanich bander stosują nazwę bandera atrakcji flag of attraction. Oprócz tego stosuje się nazwy bandery pirackie, bandery fikcyjne, bandery nominalne. Terminy te podkreślają głównie nieuczciwość procederu.

## Historia

### Do II wojny światowej
Za początki rejestracji statków pod banderą inną niż bandera narodowa jest uznawany XVI wiek. W tym okresie morza zostały podzielone na strefy wpływów, głównie przez Hiszpanię i Portugalię. Kupcy holenderscy i angielscy, aby móc rywalizować z Hiszpanami i Portugalczykami, musieli poukrywać swoje statki podszywając się pod floty tych krajów. Oprócz tego w czasie wojen kupcy, którzy nie chcieli stracić statków i ładunku, byli zmuszeni do rejestracji pod banderą obcą. Powodowało to sytuacje, w których małe neutralne księstwa niemieckie w ciągu jednej nocy powiększały swoją flotę kilkasetkrotnie.
Rozwój kapitalizmu spowodował zmianę przyczyn rejestracji pod inną banderą. Wprawdzie na niewielką skalę, ale były widoczne zmiany rejestracji spowodowane różnicami w przepisach w różnych krajach.
Na początku XX wieku główne centrum tego procederu przeniosło się z Europy do Ameryki. Armatorzy amerykańscy zaczęli masowo korzystać z bander obcych, głównie środkowoamerykańskich, z przyczyn podatkowych oraz europejskich z przyczyn handlowych (prestiżowych). Rozwój tanich bander na amerykańskich statkach pasażerskich był związany również z prohibicją (na statkach obowiązuje prawo takie jak w kraju bandery). Podobne zjawisko zaczęło występować w Grecji, jednakże tu przyczyną była zła polityka morska greckiego rządu. Nieco mniejsze znaczenie miał brak możliwości zatrudniania obcokrajowców na statkach pod banderą brytyjską.
Rozwój tanich bander był spowodowany również działaniem związków zawodowych marynarzy amerykańskich. Armatorzy, którzy nie chcieli lub nie byli w stanie spełnić wzrastających roszczeń związkowców przenosili swoje floty do Panamy. Zjawisko tanich bander w Ameryce nasiliło się podczas Wielkiego Kryzysu. Wówczas to armatorzy masowo zainteresowali się banderą honduraską. Dziwna sytuacja następowała z banderą brytyjską. Z jednej strony angielscy armatorzy przenosili swoje floty do Norwegii, by móc korzystać z pracy obcokrajowców, głównie Skandynawów, z drugiej greccy armatorzy przenosili swoją flotę do Wielkiej Brytanii, by móc korzystać z możliwości i prestiżu tamtej bandery. Powszechnym zjawiskiem było również częste przerejestrowywanie statków w zależności od tego, czy statek pływał z Ameryki do Europy – wówczas miał banderę jakiegoś europejskiego kraju, na przykład Wolnego Miasta Gdańska – czy częściej pływał pomiędzy portami na kontynencie amerykańskim – wówczas miał banderę jakiegoś środkowoamerykańskiego kraju, najczęściej Panamy.

### II wojna światowa
Napięcia związane ze zbliżającą się wojną, a także już bezpośrednie działania zbrojne, spowodowały powrót do tradycyjnego korzystania z tanich bander. Wówczas pod banderami państw trzecich pływały głównie statki handlowe i transportowe (również wojskowe).

### Po II wojnie światowej
W wyniku II wojny światowej świat został podzielony na strefy wpływów radziecką i amerykańską. W socjalistycznej upaństwowionej gospodarce armatorzy byli państwowi, więc pływali pod banderami własnych państw. W gospodarce kapitalistycznej, w której armatorzy byli prywatni, nastąpił rozwój procederu przerejestrowania statków. Aspekt ukrywania statków przed wrogiem w zasadzie przestał istnieć.
W latach 60 i 70. największy udział armatorów posługujących się tanimi banderami stanowili armatorzy amerykańscy i greccy, którzy zdaniem niektórych szacunków posiadali łącznie 85–90% tonażu flot tanich bander. Pozostałe państwa to głównie kraje Europy Zachodniej, Kanada oraz Japonia. Problem tanich bander spowodował, że już w 1957 parlament grecki zmienił politykę morską i wprowadził preferencyjny podatek tonażowy, który miał zachęcić do pozostania przy banderze narodowej. W 1963 podatek ten został wprowadzony na Malcie i Cyprze, kraje te jednak chciały przez ten podatek stać się tanimi banderami.

## Charakterystyka tanich bander
Państwa taniej bandery umożliwiają zarejestrowanie na swoim terytorium zagranicznego statku za symboliczną opłatą i według prostych przepisów, bez narzucania rejestrującemu przepisów bezpieczeństwa, ochrony socjalnej itp. Sprawia to, że utrzymanie statku może być wielokrotnie tańsze niż przy rejestrowaniu w macierzystym kraju. M.in. w ostatniej dekadzie XX wieku większość polskich statków została przerejestrowana pod tanie bandery.
Przyczyny rejestrowania się statków pod tanimi banderami dzielą się na niepodatkowe i podatkowe.
- Niepodatkowe:
  - anonimowość właściciela statku;
  - niskie koszty zatrudnienia załogi;
  - stan techniczny statków (przepisy bezpieczeństwa są liberalne i nie są przestrzegane zbyt rygorystycznie, co zarazem często powoduje ogromną wypadkowość);
  - niesformalizowany tryb rejestracji.
- Podatkowe:
  - brak podatków lub niskie stawki podatkowe;
  - gwarancje państwowe (państwo ich udziela, obiecując, że przez jakiś czas stawki podatkowe nie ulegną zmianie – np. Panama udziela gwarancji, że stawki nie zmienią się przez 20 lat od momentu rejestracji statku pod jej banderą);
  - brak obowiązków w zakresie prowadzenia ksiąg rachunkowych i sprawozdawczości finansowej.

## Państwa posiadające tanie bandery
Do tanich bander należą państwa:
- Antigua i Barbuda,
- Antyle Holenderskie,
- Bahamy,
- Barbados,
- Belize,
- Bermudy,
- Boliwia,
- Cypr,

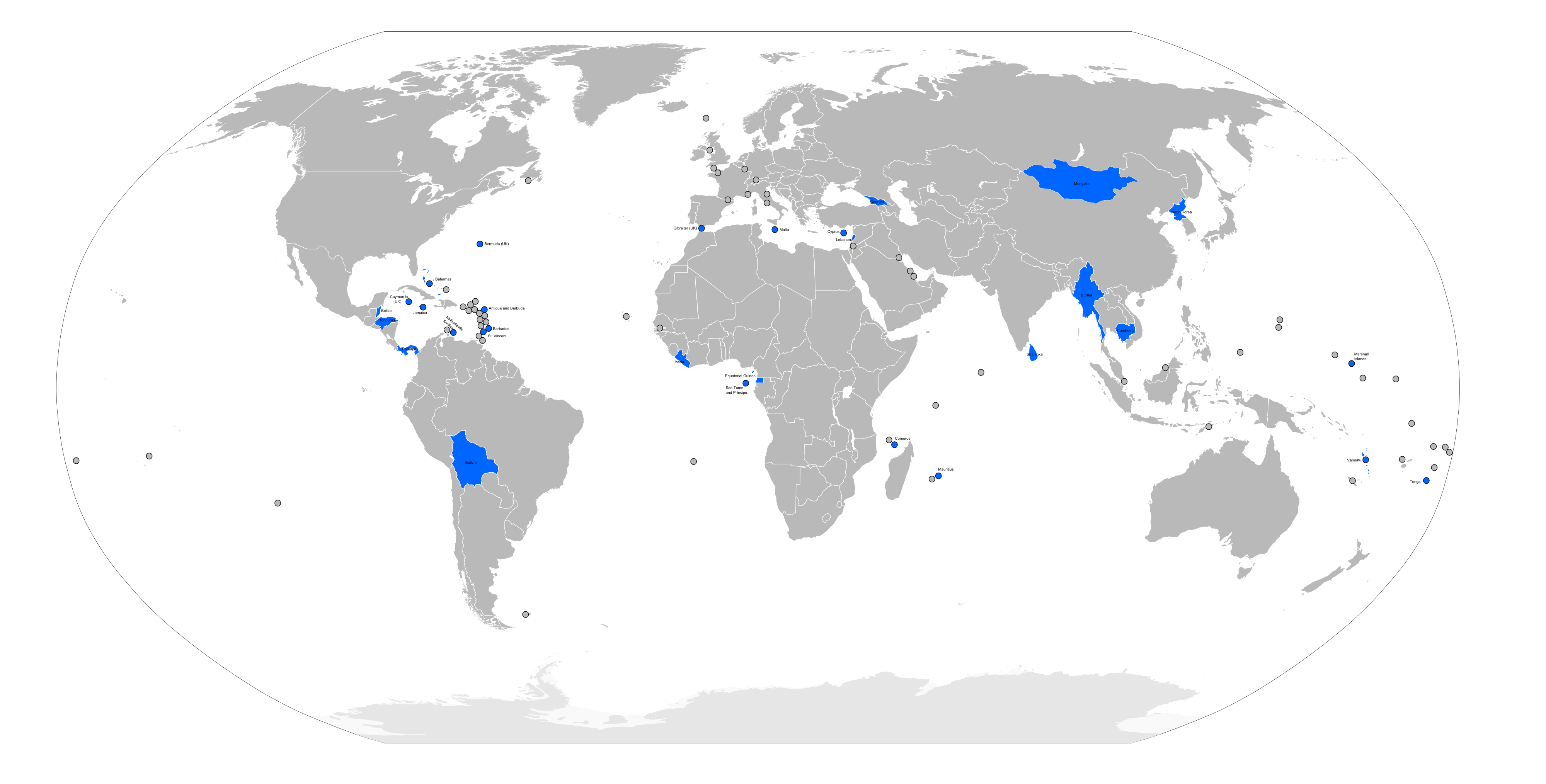
Państwa taniej bandery uznane przez ITF.

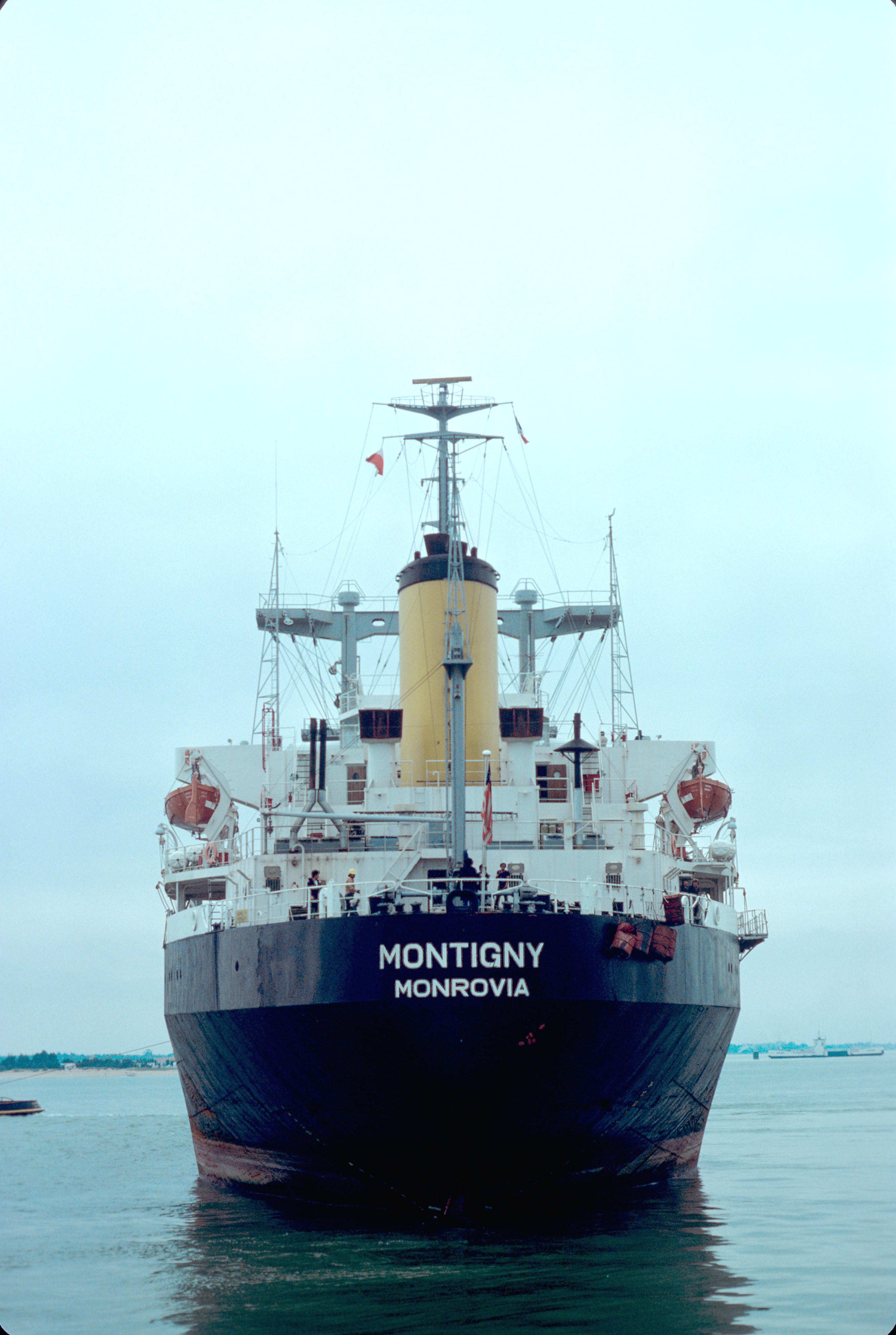
Statek zarejestrowany w Monrovii, stolicy Liberii

- FIS (Międzynarodowy Rejestr Francuski),
- GIS (Międzynarodowy Rejestr Niemiecki),
- Gibraltar,
- Gruzja,
- Gwinea Równikowa,
- Honduras,
- Jamajka,
- Kambodża,
- Kajmany,
- Komory,
- Korea Północna,
- Liban,
- Liberia (ilościowo i tonażowo posiada najwięcej statków pod tanią banderą),
- Malta,
- Mauritius,
- Mjanma,
- Mongolia,
- Panama,
- Saint Vincent i Grenadyny,
- Sri Lanka,
- Tonga,
- Vanuatu,
- Wyspy Marshalla,
- Wyspy Świętego Tomasza i Książęca.

W ostatnich latach standard tanich bander Cypru i Malty poprawił się pod wpływem międzynarodowych nacisków. W Polsce Polskie Linie Oceaniczne pływają pod banderą Malty, a Polska Żegluga Bałtycka pod banderą Bahamów.

## Zagrożenia
Głównym zagrożeniem w żegludze tanich bander są zaniżone standardy oraz brak kontroli przez rejestrującego. Stan techniczny oraz wiek jednostek jest znacznie gorszy niż średnia światowa. Statki z tanimi banderami znacznie częściej ulegają kolizjom. Kolejnym zagrożeniem jest międzynarodowość załogi, co powoduje trudności w porozumiewaniu się pomiędzy członkami załóg, szczególnie w sytuacji zagrożenia. Załogi tanich bander często nie mają odpowiednich kwalifikacji do prowadzenia jednostek, gdyż te nie są wymagane przez państwa rejestrujące.
Pływanie pod tanimi banderami jest niebezpieczne również dla marynarzy, gdyż nieuczciwi armatorzy pozbawieni jakiejkolwiek kontroli używają przemocy w stosunku do załogi. Nie płacą na czas oraz oszukują przy obliczaniu wynagrodzeń. Marynarze ze względu na to, że statek jest uznawany za terytorium kraju pod którego jest banderą, nie mają szans na sprawiedliwe sądy, a nawet jeśli uda się wywalczyć wynagrodzenia, to zbuntowani marynarze mają problem z zatrudnieniem na innych jednostkach.
Następnym zagrożeniem ze strony tanich bander jest kłusownictwo. W krajach bardziej rozwiniętych, w których istnieje troska o środowisko naturalne, wprowadzane są limity połowowe. Limity te są omijane przez kutry rybackie zarejestrowane pod tanimi banderami, głównie Kambodży, Panamy, Belize oraz Sierra Leone.
Jednakże nie każdy armator pływający pod tanią banderą oszczędza na bezpieczeństwie, załodze lub utrzymaniu jednostek. Część armatorów spełnia wszystkie wymogi rejestrowe bander krajowych. Natomiast ich rezygnacja z tego rozwiązania jest podyktowana wyłącznie względami finansowymi.